# Zitadelle von Bitsch

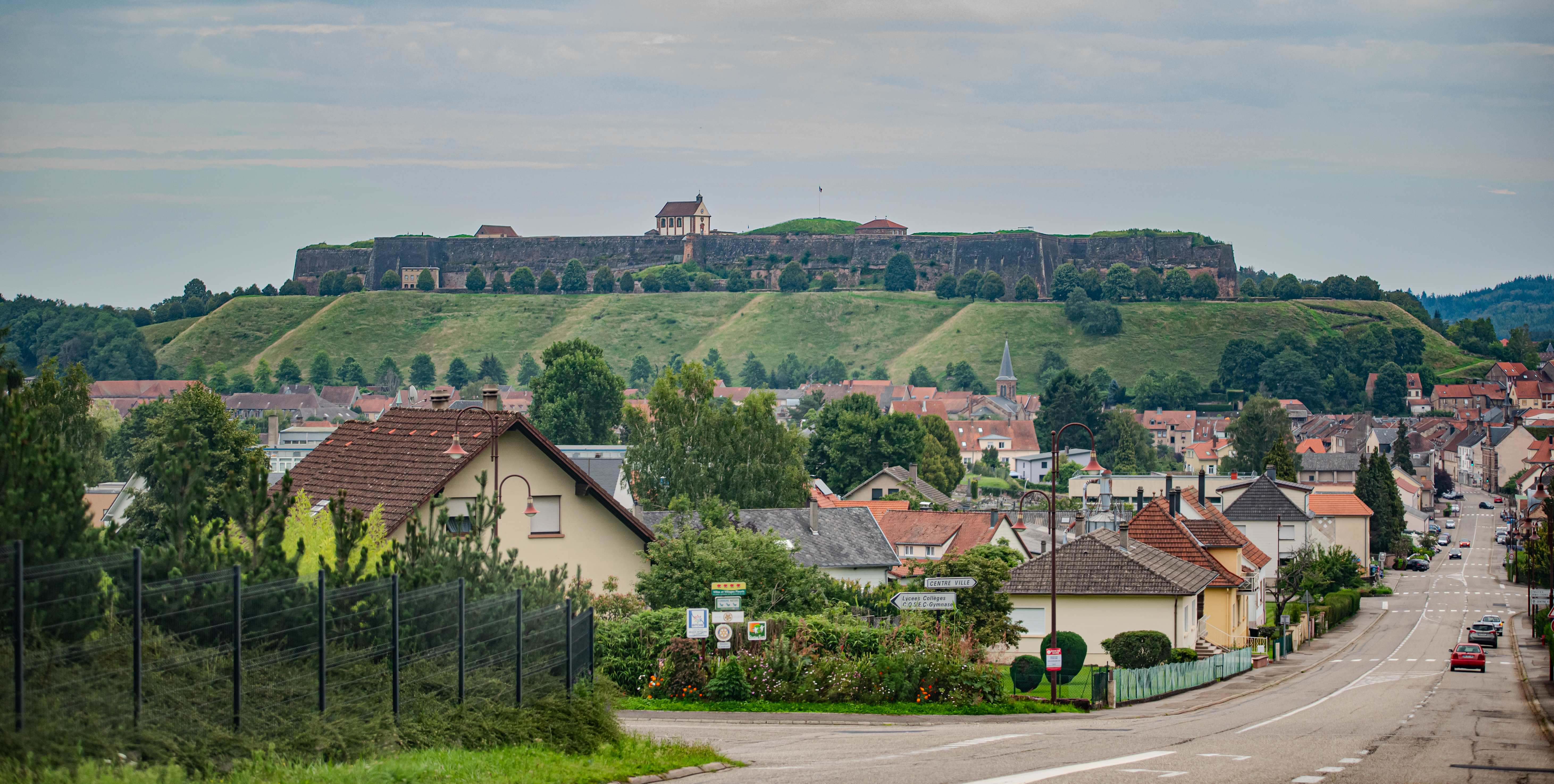
Zitadelle von Bitsch, Ansicht von Nordwest, 2023

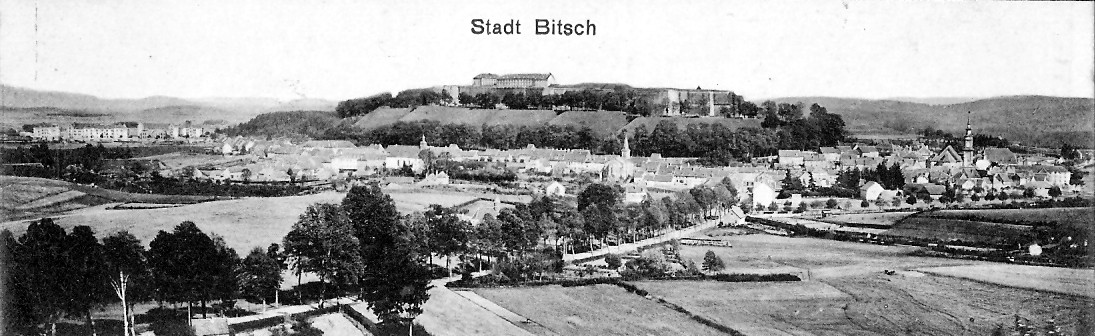
Die Zitadelle von Bitsch prägt das Stadtbild nachhaltig, Ansicht von Nordwest, um 1900

Die Zitadelle von Bitsch ist das stadtbildprägende Festungswerk der Stadt Bitsch im Département Moselle der historischen Region Lothringen. Als Meisterwerk der militärischen Technik wurde die Zitadelle 1979 als Monument historique des Pays de Bitche (Bitscher Land) eingestuft.

## Lage
Das etwa 300 m lange und 30 bis 60 m breite Sandsteinplateau, auf dem die Zitadelle errichtet wurde, überragt die Umgebung von Bitsch um etwa 80 m. Es liegt strategisch günstig an der Kreuzung von mehreren bereits seit dem frühen Mittelalter wichtigen Fernverbindungen vom Rhein nach Lothringen und vom Elsass in die Pfalz. So maß um 1740 auch der für Lothringen und Bar zuständige Militärkommissar Marschall Belle-Isle Bitsch als Knotenpunkt von sechs Straßen, nämlich der von Straßburg, von Phalsbourg, von Saargemünd, von Zweibrücken, von Landau und von Wissembourg, eine derart hohe Bedeutung bei, dass eine Neubefestigung im großen Stil beschlossen wurde. Um das dazu erforderliche Geld zu erhalten, wurde eine besondere Steuer in Lothringen ausgeschrieben, da bei den verschwenderischen Hofhaltungen der Herzöge Franz III. und Stanislaus Leszczyński andere Gelder nicht flüssig waren.
Bis ins 19. Jahrhundert hinein war der Felsen großräumig von Teichen und Sumpf umgeben, was die Verteidigungsfähigkeit weiter erhöhte, da der Feind kein schweres Belagerungsmaterial in Stellung bringen konnte. Eine Markierung auf dem obersten Plateau zeigt eine Höhe über dem Meeresspiegel von 365 m an. Der Blick von der Höhe der Festung reicht in die weiten, kuppenreichen Nordvogesen.

« Bitche, laissée à elle-même, c’est la solitude, l’isolement, l’abandon le plus absolu. »

„Bitsch, sich selbst überlassen, ist die absolute Einsamkeit, Isolation, Verlassenheit“

## Aufbau
Die Zitadelle sitzt auf einem Sandsteinfelsen mit aufgesteilten Wänden und planierter Oberfläche. In den Felsen getriebene Souterrains boten in der Zeit bis zum 20. Jahrhundert bombensicheren Schutz für die Besatzung der Festung in Form von separaten Räumen für Offiziere, Unteroffiziere und Mannschaften sowie für erforderliche Infrastruktureinrichtungen. Von den auf dem obersten Plateau aufragenden Gebäuden ist das älteste die um 1750 im barocken Stil errichtete Sebastians-Kapelle. Unter der Kapelle befindet sich ein 450 m³ großes Wasserreservoir. Die übrigen Gebäude, zwei Kasernen (caserne de la garnison), wurden nach 1871 errichtet, das Gebäude der Festungskommandantur (état-major) befindet sich gegenüber der Kapelle.
Die Oberfläche der Kuppe zerfällt, wie dies bei vielen Burgen in den Nordvogesen der Fall ist (z. B. Waldeck, Falkenstein, Ramstein und andere), in drei Teile: einen mittleren größeren und, durch Schluchten davon getrennt, einen nordöstlichen – der große Kopf (grosse tête) – und südwestlichen – der kleine Kopf (petite tête) genannt. Der Zugang zur Feste führt über eine große Rampe mit Zugbrücke und Poterne. Im Dreiecksgiebel des Haupttors der Zitadelle befindet sich über der Bauinschrift von 1754 das königlich-französische Wappen, das mit den drei (2:1) Lilien belegt ist. Darüber wehen die französische und die Europafahne.

## Geschichte

### 12. bis 17. Jahrhundert

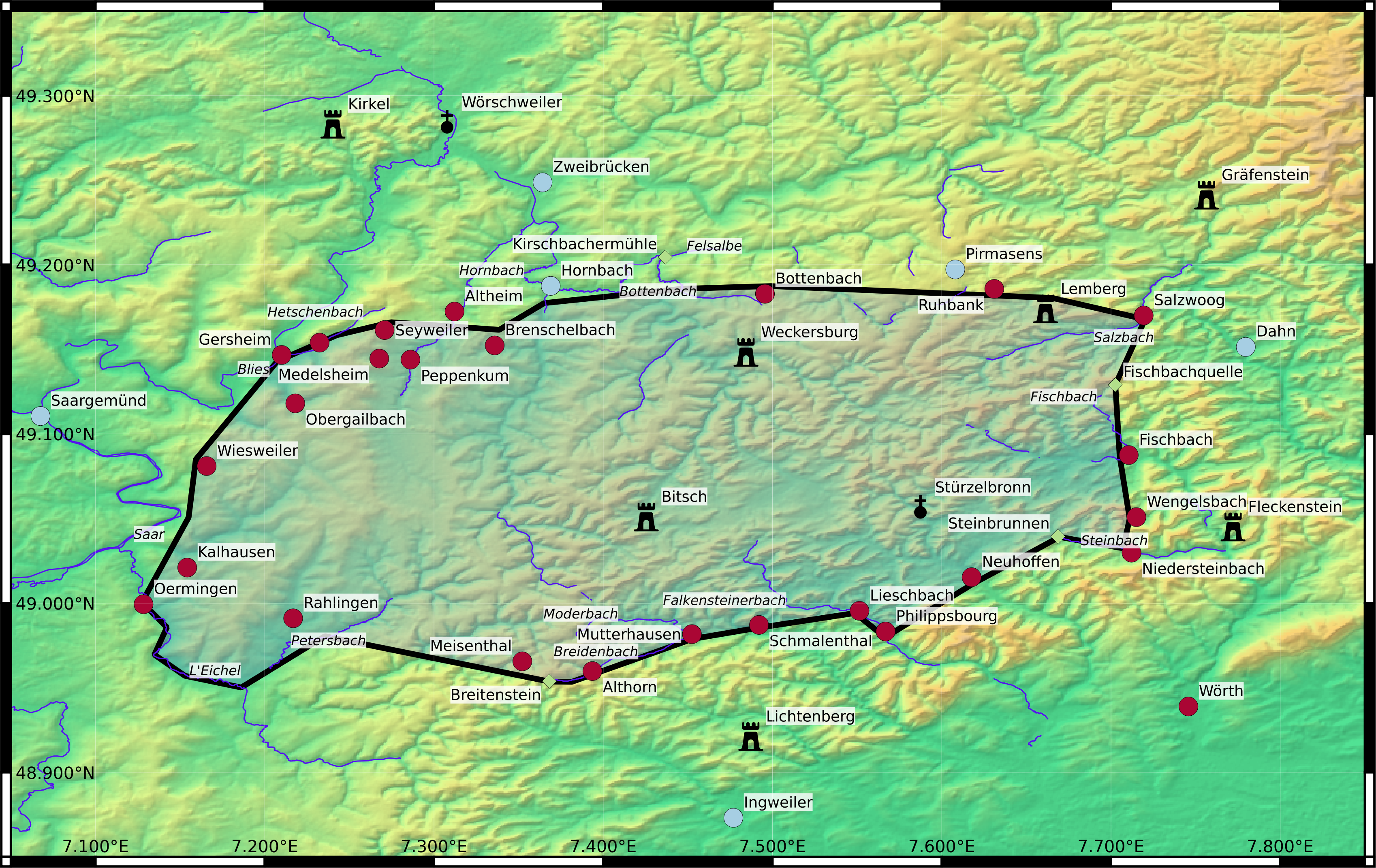
Grenzen der Herrschaft Bitsch im 12. Jahrhundert

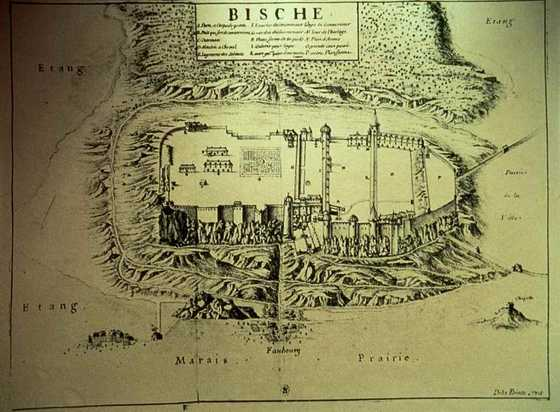
Bitsch von Weihern und Sümpfen umgeben, von Nordwest, um 1670

Die Geschichte der Zitadelle von Bitsch ist eng mit dem Herzogtum Lothringen verwoben. Die strategisch günstige Lage mit Panoramablick über mehrere Täler entging den Herrschern der damaligen Zeit nicht. Der Umfang der Herrschaft Bitsch, einem Allod der Herzöge von Lothringen, ergibt sich aus einem Schreiben aus dem 12. Jahrhundert, in dem Herzog Matthäus I. von Lothringen den Graf von Saarwerden auffordert, die Grenzen und Einwohner seiner Herrschaft zu respektieren. Im Jahre 1172 finden wir seinen Sohn Friedrich von Bitsch auf der Burg „Bytis castrum“. In der Brüderteilung erhielt er Herrschaftsrechte vornehmlich im Nordosten Lothringens und nannte sich in der Folge „Dominus de Bites“ (Herr von Bitsch). Während des 12. und 13. Jahrhunderts war die Herrschaft Bitsch vom Rest des Herzogtums durch fremde Herrschaften getrennt.
In der älteren Literatur verbreitet ist seit Calmet und Durival die irrige Lokalisierung einer früheren Burg Bitsch oder Altbitsch auf dem Schlossberg bei dem Dorf Lemberg (Moselle).
Bei der Teilung der Grafschaft Zweibrücken unter den Söhnen des Grafen Heinrich II. kam nach 1286 das Amt Lemberg mit der Burg Lemberg an den älteren Sohn Eberhard I. Zu seinem Teil gehörten auch Morsberg, Linder und Saargemünd. 1297 tauschte er diese drei Burgen mit Herzog Friedrich III. von Lothringen und erhielt von diesem Burg und Herrschaft Bitsch als Lehen. Er nannte sich fortan „Comes Gemini Pontis et Dominus in Bitsch“ (Graf von Zweibrücken und Herr zu Bitsch). In der Folge teilte die Burg die Geschicke des Hauses Zweibrücken-Bitsch. Zu dieser Zeit war die Herrschaft Bitsch Teil des Heiligen Römischen Reichs.
Dass Bitsch bereits im 14. Jahrhundert sehr wehrhaft und, von tapferen Männern verteidigt, ein schwer zu nehmender Platz war, ist dadurch belegt, dass im Jahre 1366 Kurfürst Ruprecht I. von der Pfalz sich mit anderen Fürsten, Grafen, Herren und Städten verband, um die Grafen Simon und Hanemann „nebst deren Gemeiner in der Burg zu Bitsch“ unschädlich zu machen. Es ist nicht bekannt, wer der Klügere war und nachgegeben hat, aber es kam anscheinend nicht zu einem Kampf. Erste ausführlichere Nachrichten über die Burg der Grafen von Zweibrücken-Bitsch liefert Bernhard Hertzog, der den geglückten Überfall auf die Burg Bitsch durch die Grafen von Lützelstein in der Nacht zum 20. März 1447 und die anschließende Belagerung, Beschießung und Übergabe am 12. Mai 1447 schildert.
Nach dem Tod Jakobs von Zweibrücken-Bitsch, der wie sein schon 1540 verstorbener Bruder Simon V. Wecker nur jeweils eine Tochter hinterlassen hatte, entwickelte sich 1570 ein Streit zwischen den Ehemännern der beiden Cousinen, Graf Philipp I. von Leiningen-Westerburg und Graf Philipp V. von Hanau-Lichtenberg. Im weiteren Verlauf besetzte Lothringen 1572 Burg und Amt Bitsch im Handstreich. Nach längerer juristischer Auseinandersetzung fielen Burg und Amt 1604 gegen eine Ausgleichszahlung an das Herzogtum Lothringen. Im Zuge des französischen Eingreifens in den Dreißigjährigen Krieg besetzte Frankreich auf Geheiß Richelieus im September 1633 das Herzogtum Lothringen erstmals. Bitsch wurde 1634 genommen.

### Ausbau durch Vauban
Als Ludwig XIV. Bitsch im Zuge der Reunionspolitik nach dem Frieden von Nimwegen 1679 vereinnahmte, lag die Burg in Ruinen. Dem Ratschlag Turennes folgend, der während des Französisch-Niederländischen Krieges im Winter 1673–1674 sein Quartier in der Pfalz genommen hatte, beauftragte der König seinen Festungsbaumeister Vauban im Zuge des Ausbaus der französischen Festungslinie, den Felsen von Bitsch uneinnehmbar zu machen. Der Festungsbau dauerte von 1683 bis 1697, und die Kosten für Frankreich beliefen sich auf 2.500.000 Livres d’or, eine riesige Summe für die damalige Zeit. Durch geschickte Geländeausnutzung gelang ihm die Anordnung von mehrstufigen Geschützetagen. Das gestufte Feuer wurde durch eine Aufteilung des Felsens in einen Hauptteil und zwei detachierte Werke, eine Lünette im Westen (Kleiner Kopf) und ein Hornwerk im Osten (Großer Kopf) gewährleistet. Die Flankensicherung wurde durch vier aus dem Hauptteil hervorspringende Basteien gewährleistet.
Die Zitadelle wurde schon im Jahre 1698 als Ergebnis der Bedingungen des Friedens von Rijswijk geschleift, die Herzogtümer Lothringen und Bar wiederhergestellt und an Herzog Leopold von Lothringen übertragen, der in der Folge neutral blieb. Die Vauban'schen Befestigungen sollten abgerissen werden. Von Herbst 1697 bis Sommer 1698 sollte ein Regiment aus Flandern diese Aufgabe erledigen. Im Jahre 1701 brach der Spanische Erbfolgekrieg aus, wieder erhielt Bitsch eine französische Besatzung. Die Soldaten begannen sofort mit dem provisorischen Wiederaufbau der Befestigungsanlagen von Vauban, die kurz zuvor dem Erdboden gleichgemacht worden waren. 1714, im Frieden von Rastatt, musste die französische Besatzung die Festung, nach erneuter Demolierung, wieder räumen.

### Ausbau durch Cormontaigne

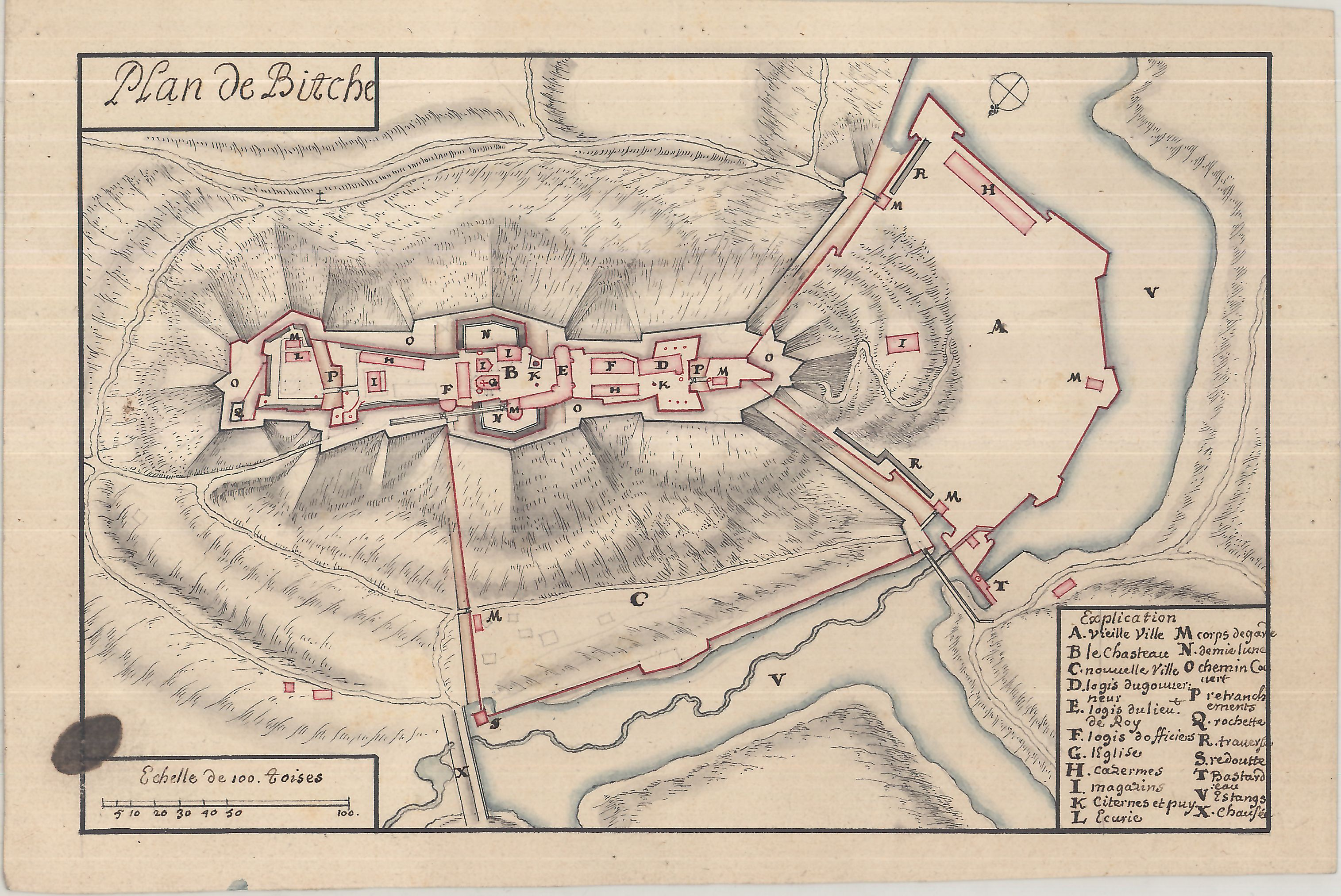
Plan der Zitadelle, von Nordwest, 1775

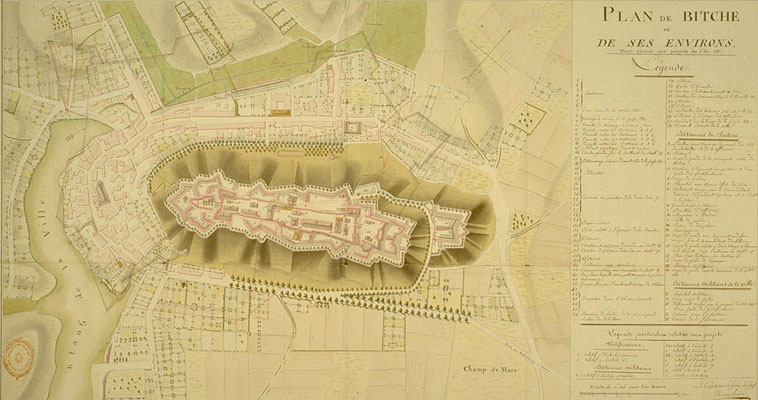
Übersichtsplan der Zitadelle und ihrer Umgebung, von Südost, 1803

Die Jahre 1735 und 1736 sind gekennzeichnet durch Vereinbarungen, wonach der Herzog Franz Stephan von Lothringen auf seine Herzogtümer Bar und Lothringen zugunsten des im Exil lebenden Königs von Polen Stanislaus I. Leszczyński, dessen Tochter den König von Frankreich Ludwig XV. heiratete, verzichtete. Der abgesetzte König nahm den Titel eines Herzogs von Lothringen an und ließ sich in Lunéville nieder. Im Jahre 1738 erlaubte Ludwig XV. es, die Festung von Bitsch in das Verteidigungssystem der französischen Grenzen neu zu integrieren.
Da der Felsen von Bitsch nichts von seiner strategischen Bedeutung eingebüßt hatte, wurden ein fahrbarer Zugangsweg geschaffen, auf dem oberen Felsplateau der Schutt der früheren Bauten weggeräumt und Vaubans Ideen als Grundlage für eine neue Zitadelle genutzt. Planer der neuen Festung war der Ingenieur Louis de Cormontaigne. Die Pläne wurden 1741 genehmigt. In den folgenden 13 Jahren entstanden die Befestigungen. Der gesamte steile Sandsteinfelsen ist dabei durchzogen von einem Labyrinth in den Fels getriebener unterirdischer Gänge, Kasematten und großer Hallen.
Der Grundriss von Vauban wurde respektiert und durch andere Werke verstärkt. Die Arbeiten Cormontaignes umfassen die Kasernengebäude, Gebäude für die technischen Offiziere und den Festungsgouverneur, Magazine und Pulverspeicher für die Artillerie, das Wachhaus und die Anschüttung des Glacis. Die Befestigungsarbeiten erstreckten sich bis 1754, wie die Bauinschrift im Dreiecksgiebel des Haupttors der Zitadelle zeigt:
Die Festung wurde in der Folge nie mehr militärisch überwunden. Im Ersten Koalitionskrieg versuchten die Preußen in der Nacht zum 17. Februar 1793 die Festung im Handstreich zu nehmen; die Erstürmung scheiterte unter hohen Verlusten der Angreifer.

### Die Zitadelle im deutsch-französischen Krieg 1870–1871

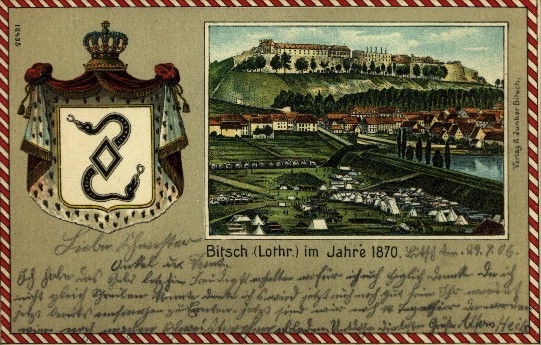
Bildpostkarte, die den Blick auf die Zitadelle während der Belagerung von 1870–1871 darstellen soll

Seit der Fertigstellung der strategischen Bahnstrecke Haguenau–Falck-Hargarten Ende 1869 sicherte die Festung neben den Straßenverbindungen auch die neue Bahnlinie. Während der Belagerung im Deutsch-Französischen Krieg in den Jahren 1870–1871 wurde die Zitadelle teilweise zerstört. Die Anlage wurde 230 Tage lang belagert. In dieser Zeit widerstand die Zitadelle unter dem Kommando von Louis-Casimir Teyssier den Angriffen einer bayerischen Armee mit einer Stärke von bis zu 7000 Mann und einer zehntägigen Bombardierung vom 11. bis zum 21. September 1870, die alle oberirdischen Gebäude auf dem Plateau bis auf die Kapelle und zahlreiche Häuser in der Stadt ruinierte. Die Besatzung der Festung bestand aus einem 800 Mann starken Bataillon des 86e régiment d’infanterie de ligne, 200 Zöllnern (Douaniers), 250 Reserveartilleristen, 250 Nationalgardisten, 30 Gendarmen, dazu kamen weitere 1200 versprengte Soldaten aus 70 verschiedenen Einheiten.
Nach dem Ende der Bombardierung wurde die nun nutzlos gewordene Belagerungsartillerie abgezogen und Stadt und Festung nur noch von verminderten Kräften beobachtet. Vom 10. Oktober 1870 ab wurden die Feindseligkeiten beiderseits fast gänzlich eingestellt. Auch nach dem Waffenstillstand, der Teyssier am 1. Februar 1871 mitgeteilt wurde, und dem anschließenden Vorfrieden von Versailles am 26. Februar 1871 gab Teyssier die Festung nicht auf, da er keinen offiziellen Evakuierungsbefehl erhielt. Am 23. März 1871 vereinbarten Oberst Kohlermann und Kommandant Teyssier schließlich den ehrenvollen Abzug der Garnison, der am 25. März 1871 mit allen Kriegsehren, Waffen und Fahnen stattfand. Die Belagerung kostete die bayerischen Truppen 19 Tote und 62 Verwundete, die Preußen bei einem Aufklärungsritt vier Tote und französischerseits 93 Tote in den Spitälern der Stadt und eine unbestimmte Anzahl auf der Festung.
Die deutsche Militärverwaltung des Reichslands Elsass-Lothringen ließ die Festung von 1871 bis 1900 als Sperrfort der Eisenbahnlinie Saargemünd-Hagenau modernisieren und mit einer preußischen Garnison besetzen. Die Zitadelle, die auch heute noch das Stadtbild von Bitsch prägt, war die letzte große Festung, die zur Verstärkung der Reichslande ausgebaut wurde.
Während des Ersten Weltkriegs hatte sie nicht unter den Kämpfen zu leiden. 1944–1945 wurde die Zitadelle durch amerikanische Artillerie beschädigt. Die Zitadelle befindet sich laut Inventar der historischen Denkmäler (monument historique) seit 1979 unter Denkmalschutz.